# Dolmen de Peyrelevade (Condat-sur-Trincou)
Pour les articles homonymes, voir Dolmen de Peyrelevade.
Le dolmen de Peyrelevade, appelé aussi dolmen de Fouret, est situé à Condat-sur-Trincou dans le département français de la Dordogne.

## Protection
Il est classé au titre des monuments historiques le 24 novembre 1960.

## Situation géographique
Le dolmen de Peyrelevade est situé dans la partie nord du Périgord central sur un coteau en rive nord de la Côle, sur la commune de Condat-sur-Trincou, au sud du lieu-dit Fouret.
Il ne doit pas être confondu avec le proche dolmen de Peyrelevade, bien plus connu, situé à Brantôme.

## Description
Le dolmen comporte une imposante table en grès rouge de 3,40 m de long sur 2,40 m de large et 0,75 m d'épaisseur qui comporte des traces de bouchardage. Elle repose sur des orthostates en calcaire. Le tumulus est de forme circulaire.